# Falmouth (Wirginia)
Falmouth – jednostka osadnicza w Stanach Zjednoczonych, w stanie Wirginia, w hrabstwie Stafford.